# Meowy Christmas
A Meowy Christmas (Nyávogó karácsony) Mike Spalla producer Jingle Cats projektjének első albuma. Az ismert karácsonyi dalokat tartalmazó humoros albumon, akárcsak az utána következő másik három albumon több, mint ezer különféle hangmagasságú valódi macskanyávogásból, valamint kísérőzenéből állították össze a dalokat. Eredetileg csak a Jingle Bells dal készült el, de annak nagy rádiós sikere után egy egész albumot jelentettek meg, majd ezt az évek alatt még másik három album követte. A nyávogó karácsony projekt sikere alapján készült el az ugató karácsony (Jingle Dogs) album. 

## Dalok
- 1. Silent Night 3:12
- 2. What Child Is This?/hava Nagila 2:44
- 3. Dance of the Reed Flutes 2:21
- 4. Up On the Housetop 2:52
- 5. God Rest Ye Merry Gentlemen 2:46
- 6. Oh Come All Ye Faithful 2:17
- 7. Dance of the Sugarplum Fairies 2:17
- 8. Jingle Cats Medley 2:44
- 9. Angels We Have Heard On High 2:23
- 10. Jesu, Joy of Man's Desiring 2:59
- 11. Oh Little Town of Bethlehem 2:02
- 12. Carol of the Bells 1:15
- 13. Go Tell It On the Mountain 2:00
- 14. Oh Christmas Tree 2:35
- 15. Ode to Joy 1:42
- 16. Deck the Halls 1:19
- 17. Good King Winceslas 2:11
- 18. We Three Kings of Orient Are 3:10
- 19. Waltz of the Flowers 5:22
- 20. Auld Lang Syne 2:27